# Rebecca Gayheart
Rebecca Gayheart (* 12. srpna 1971 Hazard, Kentucky) je americká herečka.
V televizi debutovala v roce 1992 v mýdlových operách Loving a All My Children. Jednu z hlavních rolí ztvárnila ve sci-fi seriálu Země 2 (1994–1995), dále hostovala například v seriálech Beverly Hills 90210 a Cesta do neznáma a objevila se ve filmech Vřískot 2, Temná legenda a Temná legenda 2. Po roce 2000 hrála například ve snímcích Harvard Man a Ďábelský Santa a v seriálech Mrtví jako já, Co mám na tobě ráda, Plastická chirurgie s. r. o., Medium a Kriminálka Miami. V hlavní roli se představila v seriálu Spiknutí (2006). Ve sci-fi seriálu Firefly (2002) měla hrát postavu Inary Serry, během natáčení pilotní epizody ale byla nahrazena Morenou Baccarin.
V roce 2004 se vdala za herce Erica Danea.